# Métallure de Stanley
Chalcostigma stanleyi
Espèce
Statut de conservation UICN

 LC  : Préoccupation mineure
Statut CITES
La Métallure de Stanley (Chalcostigma stanleyi) est une espèce de colibris de la sous-famille des Lesbiinae et de la tribu des Lesbiini.

## Distribution
La Métallure de Stanley est présente au Pérou, en Équateur et en Bolivie.

Carte de répartition de l'espèce